# Pseudaristus
Pseudaristus is een geslacht van kevers uit de familie van de loopkevers (Carabidae). De wetenschappelijke naam van het geslacht is voor het eerst geldig gepubliceerd in 1900 door Reitter.

## Soorten
Het geslacht Pseudaristus omvat de volgende soorten:
- Pseudaristus modestus Schaum, 1858
- Pseudaristus punctatissimus Baudi di Selve, 1894